# (10105) Holmhällar
10105 Holmhallar (1992 EM12) – planetoida z pasa głównego asteroid okrążająca Słońce w ciągu 5,53 lat w średniej odległości 3,12 j.a. Odkryta 6 marca 1992 roku.